# Guigó VIII del Vienès
Guigó VIII de la Tour-du-Pin (nascut el 1309 - mort el 28 de juliol de 1333), va ser delfí del Vienès de 1318 a 1333.
Era fill de Joan II, delfí de Vienès, i de Beatriu d'Hongria.
Era un nen de nou anys quan el seu pare va morir el 1318. La regència fou assegurada per Enric Delfí, Bisbe electe de Metz fins al 1323. Cavaller i combatent, va guanyar el 1325 a Varey, prop de Pont d'Ain, una victòria clamorosa contra els savoians quan tenia només setze anys i estava encara sota la tutela del seu oncle. Les cròniques del temps ens diuen que « l'ost de Savoye fut bellement desconfit ».
La influència francesa es reforça sota el seu regnat, pel seu matrimoni amb Isabel de França, filla del rei Felip V de França. Felip VI de França o Felip VI de Valois li va confiar el comandament del Setè Cos de batalla que comprenia 12 banderes a la batalla de Cassel el 1328, on els teixidors flamencs de Gant foren aixafats per la cavalleria francesa. Per recompensar-lo de la seva valentia, el rei li va cedir la Casa dels Pilars a la plaça de Grève a París.
De 1325, data de la batalla de Varey, fins a la seva mort, el 1333, Guigó va estar en conflicte quasi permanent amb els sobirans savoians veïns Eduard i després Aimó de Savoia. L'ardor al combat de Guigó VIII el serà fatal en el moment del setge del castell savoià de la Perrière el 1333 on va trobar la mort.